# AB Ceti
AB Ceti (AB Cet / HD 15144 / HR 710) es un sistema estelar en la constelación de Cetus de magnitud aparente +5,86.
Catalogada como estrella doble ADS 1849 junto a BD-15 426B, se piensa que ambas estrellas forman una binaria amplia —no sólo poseen el mismo movimiento propio— con un período muy largo.
Distante 214 años luz del sistema solar, es posible que forme parte de la corriente de estrellas de la asociación estelar de la Osa Mayor.
AB Ceti es, a su vez, una espectroscópica con un período orbital de 2,998 días. La componente principal, AB Ceti Aa, es una estrella químicamente peculiar de tipo espectral A6Vsp con una temperatura efectiva de ~ 8430 K y una luminosidad 13,5 veces mayor que la solar.
Tiene una masa estimada de 1,84 masas solares y su radio puede ser un 63% más grande que el del Sol.
Las líneas de estroncio en su espectro son muy fuertes, siendo considerada una estrella «muy rica» en estroncio.
Se piensa que la componente menos brillante del sistema, AB Ceti Ab, es una enana blanca. El sistema emite rayos X duros moderadamente, cuyo origen puede provenir de esta componente. Asumiendo la masa y el radio antes citados para la componente Aa, junto a una velocidad de rotación proyectada de 10 km/s para dicha componente, la masa de la enana blanca sería de 0,62 masas solares, cerca del valor observacional más probable para masas de enanas blancas.
La edad del sistema se estima en ~ 425 millones de años.